# 大小島真木
大小島 真木（おおこじま まき、1987年 - ) は、東京を拠点に活動するアーティスト。

## 概要
東京都東久留米市に生まれる。2011年に女子美術大学大学院美術専攻修士課程を修了。
異なるものたちの環世界、その「あいだ」に立ち、絡まり合う生と死の諸相を描くことを追求している。
日本各地をはじめインド、メキシコ、ポーランド、中国、フランス、海洋調査船タラ号での海上などで滞在制作。2017年にはTara Ocean財団が率いる科学探査船タラ号太平洋プロジェクトに参加。近年は美術館、ギャラリーなどにおける展示のほか舞台美術なども手掛ける。
2023年より、かねてより制作に関わっていた編集者•辻陽介との本格的な協働制作体制期に入る。以降、名称をそのままにアートユニットとして活動している。

## 作品について
描くことを通じて、鳥や森、菌、鉱物、猿など他者の視野を自身に内在化し、物語ることを追求している。作品とは、思考を少しずらしたり、視野を少し変えてみせたりすることの出来る”装置”のようなものであると考え、日々制作中。

## 主な個展
- 2023年　"千鹿頭 A thousand Dear Head" 調布市文化会館 たづくり、東京
- 2023年　"not〈I〉,not not〈I〉”私ではなく、私ではなくもなく、HARUKAITO、東京
- 2022年　”コレスポンダンス”千葉市美術館｜つくりかけラボ09
- 2021年　”森臟”ツォモリリ文庫、東京
- 2020年　”起源と対話” 木•火•土•金•水”美郷町学友館、秋田
- 2019年　”骨、身体の中の固形の海。-植物が石化する。”HARUKAITO、東京
- 2018-2019年　"L'oeil de la Baleine/鯨の目”パリ・アクアリウム、フランス
- 2018年　”樹がその生命を分かつ時” ボルボ スタジオ 青山
- 2017-2018年　”万物の眠り、大地の血管” 公開制作室、府中市美術館
- 2015年　”鳥よ、僕の骨で大地の歌を鳴らして” 第一生命ギャラリー、東京
- 2014年　”wild light" 伊勢丹新宿、東京
- 2013年　”遺伝子の地図” VOLCANOISE、東京
- 2012年　”大きな森がやってくる。宇宙の海からやってくる。こんなふうにやってくる。” 島根県立古代出雲歴史博物館エントランスホール、島根県、日本
- 2012年　”森の中で” 西武渋谷 B館オルタナティブスペース、東京
- 2012年　”獣たちの声は精霊の声となり、カヌムンは雨を降らし、人々は土地を耕した。” island MEDIUM、東京
- 2010年　”オレンジ色の月とみずいろの太陽” ワンダーサイト本郷、東京
- 2009年　”f.tigerたち” 東京都庁、東京

## 活動
- 2025年 映画「鹿の国」イメージアートを手掛けた
- 2023年　MIND TRAIL 奥大和 心の中の美術館、奈良県下北山村
- 2023年　MEET YOUR ART FESTIVAL 2023「Time to Change」、寺田倉庫、東京
- 2023年　”SHUKU” 六本木アートナイト2023
- 2022年　諏訪滞在制作 アートコモンズ「対話と創造の森」
- 2021年　”綻びの螺旋” 角川武蔵野ミュージアム•エントランス
- 2021年　”ククノチテクテクマナツノボウケン” 舞台美術、KAAT 神奈川芸術劇場
- 2020年　”土のアゴラ”JR上野駅、滞在制作inクレアーレ熱海ゆがわら工房、主催：公益財団法人 日本交通文化協会
- 2020年　壁画制作 "Survive",ホテルメトロポリタン川崎、東京、projected by CHIESAIKIARTPROJECTS
- 2019年　壁画制作 room 1-"トランスフォーメーション-ゲノム”、room2-" トランスフォーメーション-脳扉”、東京大学南研究棟アントレプラナーラボ、東京、projected by island Japan
- 2018,2019　粟島アーティスト•イン•レジデンス、三豊市、香川
- 2018年　東京大学大気海洋研究所附属国際沿岸海洋海洋研究センターへの海の天井画、岩手県大槌
- 2017-2018年　アグロス•アートプロジェクト”明日の収穫” 青森県立美術館
- 2016-2020年　秋田県美郷町の小中学校への壁画、五カ所
- 2017年　”光が語る天球の地図”多摩六都科学館プラネタリウム新番組
- 2017年　フランスの海洋探査船Tara号にアーティスト•イン•レジデンス
- 2015年　”生きとし生けるものたちの饗宴”大小島真木、南沢氷川神社拝殿に天井画を描く/東久留米アートプロジェクト
- 2015年　富士フイルム•チェキmini70、CM出演
- 2013年　アーティスト•イン•レジデンス（メキシコシティー）
- 2012年　”祖師谷から海、森、空、宇宙をみる”祖師谷商店街、世田谷区立美術館依頼
- 2011年　”ワークショップ”森の住人になろう！”ベルデ軽井沢、練馬区立美術館企画
- 2011年　アーティスト•イン•レジデンス（スターリソンチ、ポーランド）

## グループ展
- 2023年　練馬区立美術館コレクション＋植物と歩く
- 2023年　”ACAO ART FOREST"熱海、ACAO FOREST
- 2023年　”Storymakers in Contemporary Japanese Art"国際交流基金シドニー日本文化センター｜オーストラリア
- 2023年　”やんばるアートフェスティバル2022-2023”沖縄
- 2022年　”世界の終わりと環境世界”GYRE GALLERY ジャイル•ギャラリー、東京
- 2022年　”地つづきの輪郭”セゾン現代美術館、軽井沢
- 2022年　”コロナ禍とアマビエ” 角川武蔵野ミュージアム
- 2020年　”メイド•イン•フチュウ 公開制作の20年” 府中市美術館
- 2020年　”Re construction 再構築” 練馬区立美術館
- 2019年　”青森EARTH2019:いのち耕す場所-農業がひらくアートの未来” 青森県立美術館
- 2019年　”言葉としての洞窟壁画と、鯨が酸素生まれ変わる物語”瀬戸内国際芸術祭-粟島
- 2019年　”DEEP BLUE A Tribute To Tara" Galerie Dumonteil,上海、中国
- 2019年　”かみこあにプロジェクト2019”上小阿仁村、秋田
- 2019年　”うたう命、うねる心 ASCENDING ART ANNUAL VOL.3"スパイラルガーデン、東京
- 2018年　”絵の旅 vol3. 私の場所 私たちの風景” MA2 Gallery、東京
- 2017年　”オオカミの眼” Block House、東京
- 2017年　”絵と言葉のまじわりが物語のはじまり”太田市美術館•図書館
- 2016年　”Mingtai culture" 北京、中国
- 2016年　”ART NOVA100＋１” 上海、中国
- 2016年　”ウォールアート•フェスティバル with noco 2016" カダキパダ、マハラーシュトラ州、インド
- 2016年　”惑星の庭” MA2 Gallery、東京
- 2015年　”森羅万象” 桜ヶ丘ミュージアム、愛知
- 2015年　”ART NOVA 100." 北京、中国
- 2015年　”叢 Qusamura ×10" island Japan NADiff A/P/A/R/T、東京
- 2014年　”アートラインかしわ” 千葉
- 2014年　”アース•アートプロジェクト”ラダック、インド
- 2014年　"VOCA展2014"上野の森美術館、東京
- 2014年　”島からのまなざし”東京都美術館、主催：トーキョーワンダーサイト、東京
- 2013年　”Renacimiento＂、Sebastian Fandacion、メキシコシティー
- 2013年　”ウォールアート•フェスティバル2013" ガンジャード村、マハラーシュトラ州、インド
- 2012年　”一枚の絵の力 2012”、NADiff a/p/a/r/t、東京
- 2011年　”PROMISED LAND/SUMMER SHOW" MAKI FINE ARTS、東京
- 2011年　”一枚の絵の力”3331 Arts Chiyoda、東京
- 2009年　”トーキョーワンダーウォール2009" 東京都現代美術館、東京  "JOSHIBI Degree Show 2008" Bank ART Studio NYK、神奈川

## 賞
- 2023年　絹谷幸二芸術賞奨励賞
- 2014年　VOCA奨励賞 受賞[3]
- 2014年　テラダアワード賞
- 2011年　福沢一郎賞 受賞
- 2009年　ワンダーウォール賞[4]
- 2008年　国際瀧富士美術賞 受賞